# Volume de distribuição
Volume de distribuição (VD) , também conhecido como volume aparente de distribuição, é um termo usado farmacologicamente para quantificar a distribuição de uma droga pelo corpo após administração oral ou parenteral. É definido como o volume no qual uma determinada quantidade de droga precisaria ser uniformemente distribuída para produzir a concentração sanguínea observada.
O volume de distribuição pode estar aumentado por insuficiência renal (devido a retenção de fluidos) e insuficiência hepática (devido ao fluido corporal alterado e ligação a proteínas plasmáticas). Desta maneira, também pode estar diminuído na desidratação.

## Equações
O volume de distribuição é calculado a partir da seguinte equação:
{\displaystyle {V_{D}}={\frac {\mathrm {quantidade\ total\ de\ droga\ no\ corpo\ (Q)} }{\mathrm {concentracao\ sanguinea\ da\ droga\ (C)} }}}
Desta maneira, se for conhecido o VD da droga, pode-se determinar a dose necessária para gerar uma determinada concentração plasmática. O VD não é um volume real; é mais um índice de como a droga irá se distribuir por todo o corpo de acordo com diversas propriedades fisicoquímicas, como solubilidade, carga, tamanho, etc.
A unidade para o volume de distribuição é geralmente  (ml ou litro)/kg de peso corporal.

## Exemplos
| Droga             | VD                          | Comentários                                                                         |
| Varfarina         | 8L (menos segundo o Fontes) | Reflete um alto grau de ligação a proteínas plasmáticas.                            |
| Teofilina, Etanol | 30L                         | Representa distribuição em toda a água corporal.                                    |
| Cloroquina        | 15000L                      | Demonstra moléculas altamente lipofílicas que se inserem na gordura corporal total. |
| NXY-059           | 8L                          | Molécula hidrofílica altamente carregada.                                           |